# Орлик, Игорь Иванович
И́горь Ива́нович О́рлик (в некоторых публикациях — Орлик-Гарлик) (4 ноября 1925, Колбасна, Королевство Румыния — 22 апреля 2020, Москва, Россия) — советский и российский историк, доктор исторических наук, профессор, заслуженный деятель науки РСФСР (1985), ветеран Великой Отечественной войны. Специалист в области истории и внешней политики стран Центрально-Восточной Европы.

## Биография
Родился 4 ноября 1925 года в деревне Колбасное (сейчас — село Колбасна) Рыбницкого района Молдавской АССР (входившей в то время в состав Украинской ССР) в семье учителя Ивана Фотиевича Орлика, директора местной школы, и медсестры Веры Иосифовны. Детские и юношеские годы прошли в городе Балта (который до 1940 года относился к Молдавской АССР, а затем вошёл в состав Одесской области Украины). В июне 1941 года Орлик закончил 8-й класс средней школы и собирался поступать в военное авиационно-техническое училище.
После начала Великой Отечественной войны был в составе истребительного батальона, занимавшегося поимкой диверсантов, а после того, как Балта в августе 1941 года была оккупирована румынскими войсками, стал членом подпольной организации, распространял листовки, добывал для участников сопротивления оружие и медикаменты, принимал участие в проведении нескольких диверсионных операций. В марте 1944 года город был освобождён Красной армией. Орлик был зачислен в стрелковый полк 2-го Украинского фронта, в составе которого участвовал в боях в Молдавии, Румынии, Венгрии и Чехословакии; в мае 1945 года участвовал в освобождении Праги. Участвовал в Советско-японской войны: полк, в котором служил Орлик, в августе 1945 года был переброшен в Монголию, откуда началось наступление против японских войск. После окончания войны служил в Забайкалье. Демобилизовался в конце 1946 года.
В 1947 году завершил обучение в средней школе и поступил на исторический факультет Московского университета, который окончил в 1952 году. В 1951 году, ещё до окончания учёбы, начал работать старшим библиографом в отделе библиографии Фундаментальной библиотеки общественных наук (ФБОН, сейчас — ИНИОН); после окончания университета продолжил работать здесь, готовя кандидатскую диссертацию на тему «Крестьянское движение во время венгерской буржуазной революции 1848 года», которую защитил в начале 1956 года. В 1958—1960 годах работал в Праге, возглавляя отдел критики и библиографии международного журнала «Проблемы мира и социализма». Работал в Институте мировой экономики и международных отношений (ИМЭМО), затем в Институте экономики мировой социалистической системы (ИЭМСС; с 1990 года — Институт международных экономических и политических исследований, ИМЭПИ; с 2005 года — Отделение международных экономических и политических исследований Института экономики РАН). В 1971 году защитил докторскую диссертацию на тему «Основные этапы и направления политики западных держав в отношении социалистических стран Восточной Европы 1945—1969 гг.». Владел английским, французским, немецком, румынским, венгерским, чешским и словацким языками.
Преподавал в Московском государственном университете, Московский государственный институт международных отношений, Российском университете дружбы народов, Дипломатической академии МИД России.
Скончался 22 апреля 2020 года.

## Вклад в науку
Игорь Иванович Орлик — один из наиболее видных советских и российских специалистов в области истории и внешней политики стран Центрально-Восточной Европы, в этом качестве он получил широкое признание как в СССР, так и за её пределами. Занимался исследованиями отношений между этими странами и СССР, а также стал первым учёным СССР, комплексно исследовавшим проблематику отношений между восточноевропейскими социалистическими странами и странами Запада; фактически Орлик является основателем этого научного направления. Для его трудов характерен детальный и вдумчивый анализ, а также откровенная оценка имеющихся противоречий, крайне не характерная для большинства научных работ советского периода. Так, в опубликованной в американском журнале «Орбис» рецензии на монографию Орлика «Империалистические державы и Восточная Европа» (1971) говорилось, что этот труд можно назвать «примером серьёзного исследования», в котором политические нападки «сведены к минимуму».
Некоторые явления и события, которые произошли с бывшими соцстранами после развала соцлагеря, были предсказаны Орликом ещё в советские времена: среди них — усиление национализма, усиление противоречий между соцстранами, а также представлявшаяся в то время совершенно неправдоподобной интеграция этих стран в единое европейское образование.

## Награды
Награждён орденами, медалями и благодарностями; среди них:
- Орден «Трудового Красного Знамени»
- Орден «Отечественной войны II степени»
- Медаль «За взятие Будапешта»
- Медаль «За освобождение Праги»
- Медаль «За победу над Германией»
- Медаль «За победу над Японией»
- Многочисленные «Благодарности Верховного главнокомандующего» за участие во фронтовых операциях

В 1985 году ему было присвоено почетное звание Заслуженного деятеля науки Российской Федерации.
По словам самого Орлика, среди всех наград наиболее дорогой для него всегда был «Партизанский билет № 9753».

## Семья
- Жена — Ольга Васильевна Орлик (1930—1998), историк, доктор исторических наук, сотрудник Института российской истории РАН[7].
- Сын — Сергей Игоревич Орлик (1955—2020), математик, кандидат физико-математических наук, доцент факультета Вычислительной математики и кибернетики МГУ.